# Бобильськ
Боби́льськ (рос. Бобыльск) — присілок у складі Абатського району Тюменської області, Росія.
Населення — 178 осіб (2010, 194 у 2002).
Національний склад станом на 2002 рік:
- росіяни — 91 %